# أندري غولوبيف (لاعب كرة قدم)
أندري غولوبيف (بالروسية: Голубев, Андрей Сергеевич)‏ هو لاعب كرة قدم روسي في مركز حراسة المرمى، ولد في 27 يناير 1993. لعب مع FC Zenit-Izhevsk ‏.